# Diego López Acosta
Diego Alejandro López Acosta (4 de julio de 1997) es un deportista mexicano que compite en triatlón. Ganó dos medallas de bronce en el Campeonato Panamericano de Triatlón en los años 2015 y 2016.

## Palmarés internacional
| Campeonato Panamericano | Campeonato Panamericano   | Campeonato Panamericano | Campeonato Panamericano |
| Año                     | Lugar                     | Medalla                 | Prueba                  |
| ----------------------- | ------------------------- | ----------------------- | ----------------------- |
| 2015                    | Sarasota (Estados Unidos) | Medalla de bronce       | Relevo mixto            |
| 2016                    | Sarasota (Estados Unidos) | Medalla de bronce       | Relevo mixto            |